# Міусера
Міусе́ра або Ми́сра (груз. მიუსერა, абх. Мысра) — даба (містечко) у Ґудаутському муніципалітеті, Абхазія, Грузія.

## Географія
Містечко Міусера розташоване на узбережжі Чорного моря, за 8 км на південь від Бічвінта.

## Демографія
Чисельність населення містечка Міусера, станом на 2011 рік, налічує 50 осіб. 